# Anville
Anville is een plaats en voormalige gemeente in het Franse departement Charente in de regio Nouvelle-Aquitaine en telt 156 inwoners (1999). De plaats maakt deel uit van het arrondissement Cognac.

## Geschiedenis
Anville is op 1 januari 2019 gefuseerd met de gemeenten Auge-Saint-Médard, Bonneville en Montigné tot de gemeente Val-d'Auge.

## Geografie
De oppervlakte van Anville bedraagt 8,2 km², de bevolkingsdichtheid is 19,0 inwoners per km².
De onderstaande kaart toont de ligging van Anville met de belangrijkste infrastructuur en aangrenzende gemeenten.

## Demografie
Onderstaande figuur toont het verloop van het inwonertal.
Vanwege een beveiligingsprobleem met de MediaWiki Graph-software is het momenteel niet mogelijk deze grafiek weer te geven. Zodra de software is bijgewerkt zal de grafiek vanzelf weer zichtbaar worden.
Anville · Auge · Bonneville · Montigné · Saint-Médard